# Клайнлайнунген
Клайнлайнунген (нем. Kleinleinungen) — община в Германии, в земле Саксония-Анхальт. 
Входит в состав района Зангерхаузен. Подчиняется управлению Росла-Зюдхарц.  Население составляет 138 человек (на 31 декабря 2006 года). Занимает площадь 3,31 км².